# 2018年大英國協政府首腦會議
2018年大英國協政府首腦會議 （英語：2018 Commonwealth Heads of Government Meeting），又稱CHOGM 2018，是第25屆大英國協政府首腦會議。該會議原計劃於2017年底在萬那杜舉行，但由於氣旋帕姆對萬那杜之基礎設施的影響而移至英國舉行。而英國又因其他國際承諾，會議隨後推遲至2018年4月。
大英國協輪值主席一職由CHOGM 主辦國政府領導人擔任，在會議上由馬爾他總理移交給英國首相，並一直擔任到2022年CHOGM第26屆會議為止。

## 議程
2018年大英國協政府首腦會議的主題是“走向共同的未來”。英國為本次會議制定了四個主要目標：
•繁榮：促進大英國協內部貿易和投資。
•安全：加強合作應對全球恐怖主義、有組織犯罪和網路攻擊等安全挑戰。
•公平：促進整個大英國協的民主、基本自由和善政。
•可持續性：增強小國和脆弱國家應對氣候變遷和其他全球危機影響的復原力。